# Calcio ai I Giochi giovanili dell'Asia dell'est
Le competizioni di calcio ai I Giochi giovanili dell'Asia dell'est si sono svolte dal 17 al 22 agosto 2023 ad Ulan Bator, in Mongolia

## Podi

### Ragazzi
| Evento          | Oro           | Argento   | Bronzo   |
| Torneo maschile | Taipei cinese | Hong Kong | Mongolia |

### Ragazze
| Evento           | Oro           | Argento | Bronzo    |
| Torneo femminile | Corea del Sud | Cina    | Hong Kong |